# Česnáček lékařský
Česnáček lékařský (Alliaria petiolata) je vyšší, volně rostoucí plevelná bylina charakteristické vůně po česneku, je jedním ze dvou druhů rodu česnáček.

## Výskyt
Česnáček lékařský se vyskytuje v téměř celé Evropě, nevyrůstá pouze v severní části Skandinávie. Směrem na východ je domovem v západní a střední Asii až k himálajskému podhůří. Rozšířil se také do středomořských oblastí Afriky a novodobě i do Severní Ameriky. Nejčastěji je k nalezení na půdách vlhkých a zároveň dobře zásobených živinami. Roste ve světlých lesích a na jejich okrajích, v křovinách a neobdělávaných úhorech, stěhuje se také do blízkosti lidských sídel, do parků, zahrad, na rumiště i komposty. Je to nitrofilní druh, vyhovuje mu vyšší vzdušná vlhkost.
Česnáček lékařský je rostlina poněkud teplomilná, v České republice se proto vyskytuje nejčastěji v nížinných oblastech, do vyšších poloh vystupuje zřídka. V termofytiku a v teplejším mezofytiku je na celém území poměrně hojným, v chladnějším mezofytiku jen roztroušeně a převážně poblíž lidských sídel. Do oreofytika proniká pouze zřídka, nejvýše do 900 m n. m.

## Popis
Lodyha této dvouleté nebo krátce vytrvalé rostliny dorůstá do výše 20 až 80 cm, v dobrých přírodních podmínkách je vysoká až 1 m. Bývá nevětvená nebo větvená až v květenství, je slabě hranatě rýhovaná, v dolní části mívá tenké dlouhé chlupy. Po rozemnutí lodyhy, listů nebo po poranění tlustého vřetenovitého kořene s jemnými postranními kořínky vydává česnekové aroma. Má dva druhy listů, ty v přízemní růžici s chlupatými řapíky 5 až 8 cm dlouhými mají lysou listovou čepel ledvinovitého až okrouhlého tvaru dosahující délky až 17 cm, po obvodě jsou zubaté. Sytě zelené lodyžní listy jsou o poznání menší, 3 až 6 cm dlouhé a 3 až 5 cm široké, jejich řapíky mají jen 1 až 2 cm, tvaru jsou trojúhelníkovitě vejčitého s uťatou srdčitou bázi, vrchol mají tupě špičatý, po obvodě jsou vroubkované až hrubě zubaté.
Oboupohlavné květy na krátkých tenkých stopkách (do 4 mm délky) jsou seskupeny do nedlouhých, jednoduchých nebo větvených hroznů. Čtyři kališní lístky úzce vejčitého tvaru a délky 2 až 3,5 mm mají barvu bledě zelenou se světlým lemem. Korunní lístky, také čtyři, jsou podlouhle vejčité, 5 až 6 mm dlouhé, čistě bílé. Šest tyčinek s nitkami o dvou délkách je zakončeno podlouhlými prašníky. Semeník s 5 až 25 vajíčky nese čnělku 2 mm dlouhou s úzkou bliznou. Květy se objevují od dubna do června, opylovány jsou létajícím hmyzem.
Po opylení se stopky květů (plodní stopky) postupně rozšiřují až dosahují tloušťky téměř jako plody, což jsou podlouhlé šešule o délce 3 až 5 cm a tloušťce do 2,5 mm. Ty vyrůstají šikmo až vzpřímeně, na vrcholu jsou zúžené, zakončení jsou vytrvalou čnělkou. Uvnitř šešulí, otvírajících se chlopněmi, jsou v jedné řadě tmavě hnědá semínka až 3,5 mm dlouhá a 1 mm široká s podélně jemně rýhovaným osemením. Semena jsou obvykle rozsévána jen do blízkého okolí.
Česnáček lékařský obsahuje mj. glykosidy sinigrin, allylsulfid, rhodanalyl, alliarin, etérický olej, pektin, beta karoten a kyselinu askorbovou. Po porušení pletiv se uvolňují štiplavé a čpavé isothiokyanáty o kterých se soudí, že mají antikarcinogenní účinky. Chromozómové číslo: 2n = 42.

## Použití
Česnáček lékařský je tradiční léčivou bylinou, dosud se sporadicky užívá v lidovém léčitelství, má antiseptické a hojivé účinky. Zevně se používaly čerstvé listy na nehojící se rány a pro vnitřní užití se z usušené drogy vařily čaje nebo z čerstvé se připravovaly tinktury, sloužily na desinfekci močových cest i proti zánětům plic. Žvýkáním listů se také léčil zánět ústní dutiny a paradentóza. Mladé listy se konzumovaly především čerstvé v zeleninových salátech pro svou pikantnost a vysoký obsah vitamínu C.

## Česnáček lékařský

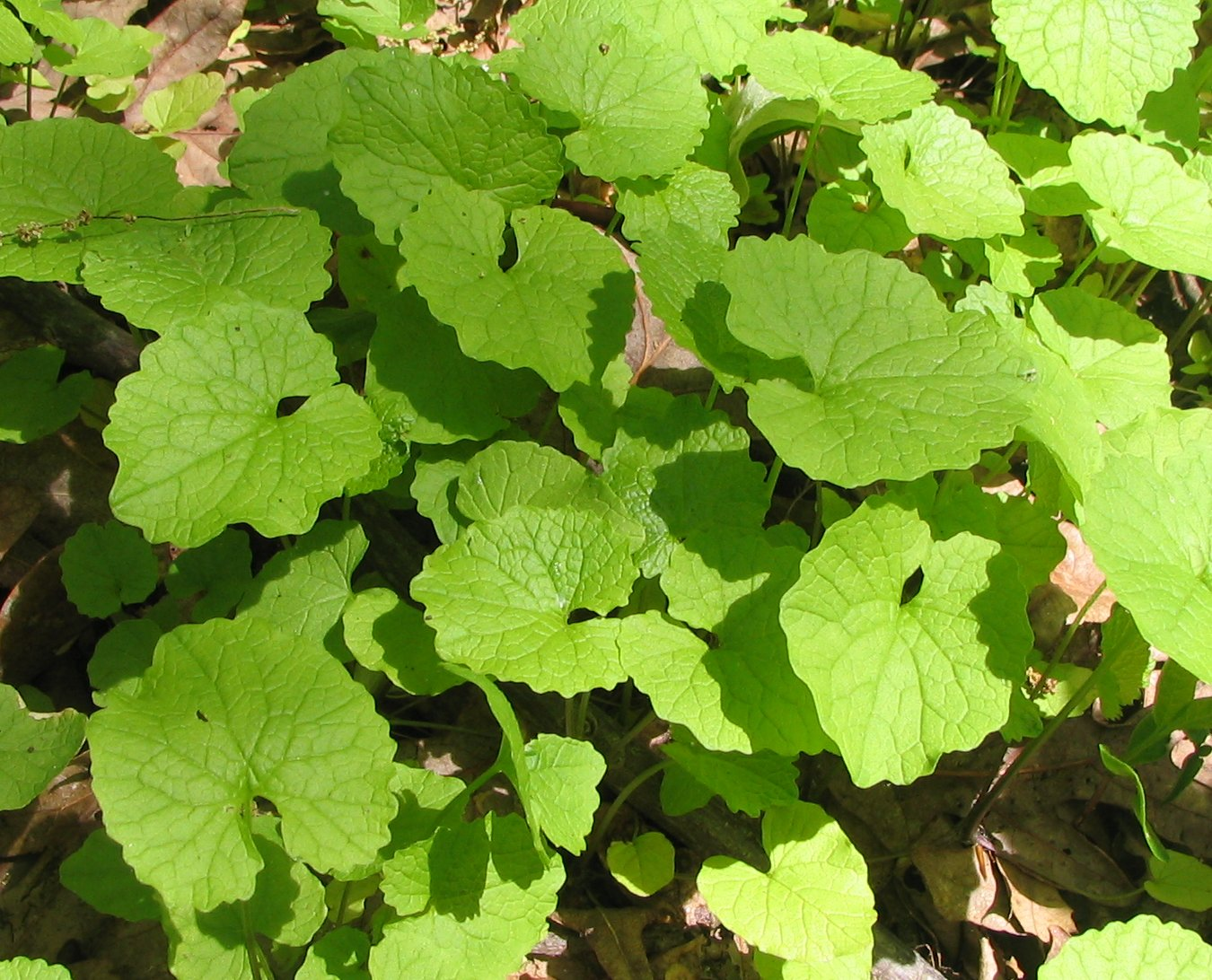
Listy
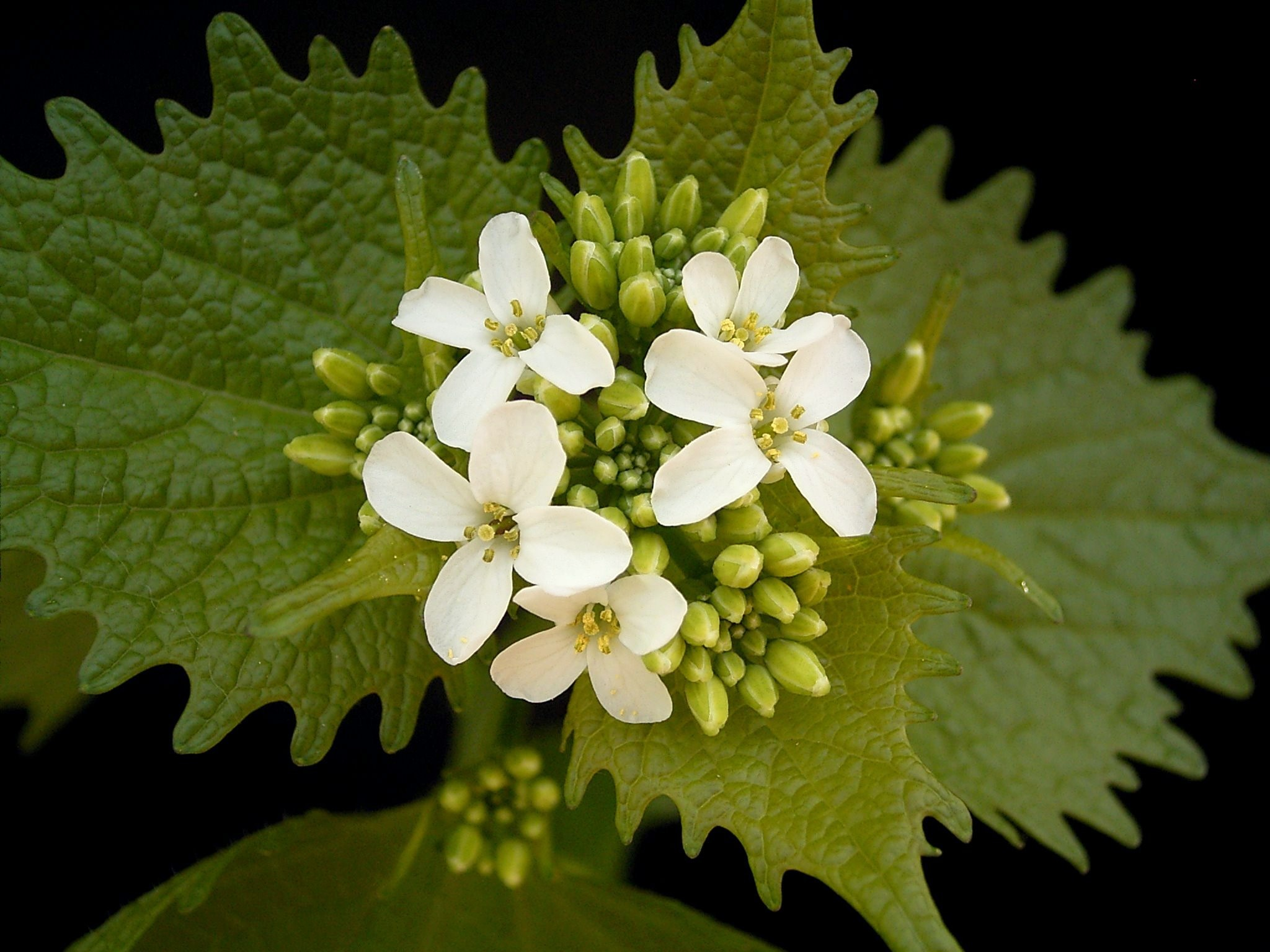
Květy
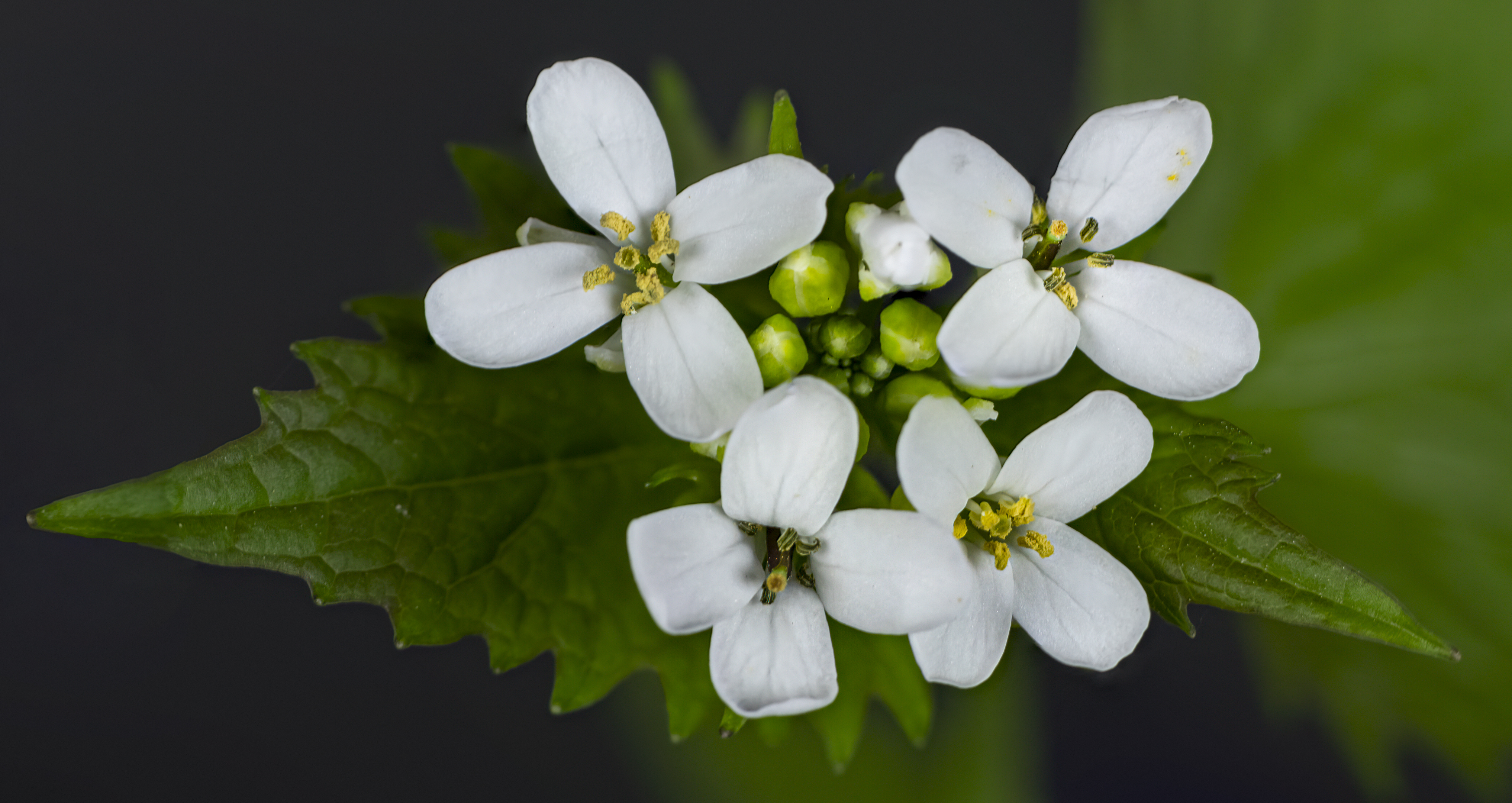
Postupné zrání plodů
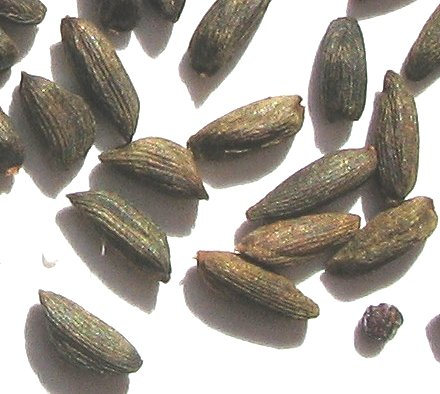
Semena